# The Queen
The Queen – drugi album szwedzkiej piosenkarki Velvet, wydany 18 marca 2009 roku nakładem wytwórni muzycznej Bonnier Music. Album zawiera 12 kompozycji wokalistki oraz dwa utwory bonusowe.
Pierwszymi singlami promującymi wydawnictwo zostały utwory „Fix Me” oraz „Chemistry”.

## Lista utworów
Opracowano na podstawie materiału źródłowego.
1. „The Queen” – 2:56
2. „Chemistry” – 2:58
3. „Take My Body Close” – 3:33
4. „Sound of Music” – 3:16
5. „Radio Star” – 3:02
6. „My Rythm” – 3:34
7. „Play” – 4:09
8. „Come Into the Night” – 3:27
9. „Déjà Vu” – 3:04
10. „Dancing With Tears In My Eyes” – 3:23
11. „Fix Me” – 3:05
12. „My Destiny” – 4:00
13. „The Queen” (Remix) – 3:38
14. „Chemsitry”  (Digital Dog Remix) – 6:14